# Kosma Proetkov

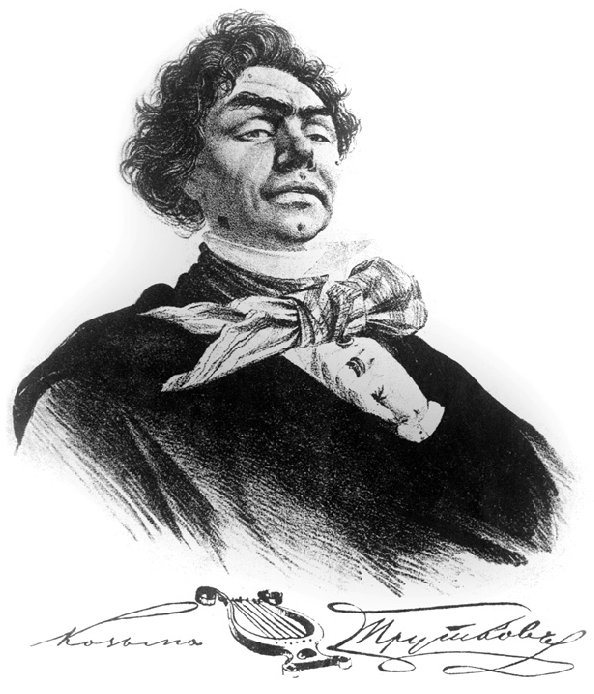
Kosma Proetkov

Kosma Petrovitsj Proetkov (Russisch: Козьма Петрович Прутков) is een fictieve schrijver, feitelijk het verzamelpseudoniem van Aleksej Konstantinovitsj Tolstoj en zijn drie neven Alexej Sjemtsjoesjnikov (1821-1908), Aleksander Sjemtsjoesjnikov (1828-1912) en Vladimir Sjemtsjoesjnikov (1830-1884).
Onder de naam Proetkov publiceerden genoemde vier schrijvers van 1859 tot 1863 regelmatig literatuurkritieken, aforismen en satirische verhalen in ‘De Fluit’, bijlage van het populaire Russische tijdschrift ‘Sovremennik’.
Proetkov zou geleefd hebben van 1801 tot 1863. Hij diende als huzaar in het leger en werkte zijn leven lang als ambtenaar, later directeur van een landbouwmeetkundig instituut. 
In 1884 werd Proetkovs verzameld werk gepubliceerd.